# Бутано-японские отношения
Бутано-японские отношения — двусторонние дипломатические отношения между Бутаном и Японией, которые были установлены 28 марта 1986 года.

## Дипломатические представительства
Интересы Японии в Бутане представлены через посольство в Нью-Дели, Индия. К апрелю 2014 года Япония планировала открыть посольство в Тхимпху. Одной из причин возможного открытия посольства Японии в Бутане является создание противовеса влиянию Китая в регионе, но недостаток финансирования может помешать реализации этих планов. По состоянию на 2017 год Япония по-прежнему реализует свои интересы в Бутане через посла в Индии.

## Визиты на высоком уровне

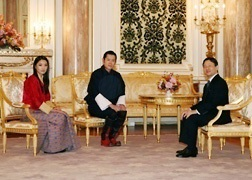
Король Бутана (в центре), королева Бутана (слева) и наследный принц Японии Нарухито в Императорском дворце Токио, 16 ноября 2011 года.

С 15 по 20 ноября 2011 года король Бутана Джигме Кхесар Намгьял Вангчук и королева Джецун Пема Вангчук находились с государственным визитом в Японии.
В марте 1987 года состоялся первый визит японской императорской семьи в Бутан в лице кронпринца Нарухито, второй визит произошёл в марте 1997 года принц Акисино и принцесса Кико, а третий визит состоялся в июне 2017 года, когда в Бутан прибыла принцесса Мако Акисино.

## Помощь при бедствиях
Япония оказала помощь Бутану в ликвидации последствий наводнений. Директор департамента гидрометеорологических служб в министерстве экономики Бутана Карма Церинг заявил, что Бутан получает помощь от агентства международного сотрудничества Японии по разработке более дешевой и эффективной системы раннего предупреждения наводнений для минимизации потерь и ущерба. Правительство Японии также проводит геологические исследования в Гималаях. Японское агентство планировало завершить свою работу в Бутане к 2016 году.

## Туризм
Япония становится популярным направлением отдыха для бутанских туристов. В начале 2012 года ответственный представитель СМИ Совета по туризму Бутана Пхунцо Гъялцен отметил, что число японских туристов, которые посетили страну, значительно возросло, и Япония близка к тому, чтобы стать первым поставщиком туристов для туристической отрасли Бутана. Он также отметил, что резкое увеличение числа японских туристов в Бутан произошло после того, как король Джигме Кхесар Намгьял Вангчук и королева Джецун Пема Вангчук совершили официальный визит в Японию. В 2011 году 7000 японцев посетили Бутан, что сделало Японию вторым по величине поставщиком туристов в Бутан.